# 奈巴河
奈巴河（俄语：Найба）又稱内渊川（日语：／），是俄羅斯萨哈林州多林斯克区河流，源起施伦克山脉鲁达诺夫斯基山，长119公里，流域面积1660平方公里，注入鄂霍茨克海，名称来源于阿伊努语“Найбучи（河口）”。支流有列比亚扎河、斯塔罗杜布卡河、大塔科伊河、夏得林卡河、克拉斯諾亞爾卡河、瑟姆河、杰斯纳河、顿斯卡亚河和素丹卡河。